# Karla Lane
Karla Lane (* 23. Januar 1987 als Karla Navarro in Los Angeles, Kalifornien) ist eine US-amerikanische Pornodarstellerin.

## Leben
Karla Lane ist seit 2005 als Pornodarstellerin tätig. Die Internet Adult Film Database (IAFD) listete im November 2022 insgesamt 119 Filme, in denen sie mitgewirkt hat. Bei den AVN Awards  wurde sie 2016 in der Kategorie „BBW Performer of the Year“ sowie 2019 und 2021 in der Kategorie „Niche Performer of the Year“ ausgezeichnet. Im Jahre 2020 wurde sie in die AVN Hall of Fame aufgenommen.

## Auszeichnungen
- 2016: AVN Award als BBW Performer of the Year
- 2019: AVN Award als Niche Performer of the Year
- 2020: Aufnahme in die AVN Hall of Fame
- 2021: AVN Award als Niche Performer of the Year